# Zuglio
Zuglio (furlanisch Zui) ist eine nordostitalienische Gemeinde (comune) in der Region Friaul-Julisch Venetien mit 535 Einwohnern (Stand 31. Dezember 2023). Die Gemeinde liegt etwa 60 Kilometer nördlich von Udine in der Landschaft Karnien am But und gehört zur Comunità Montana della Carnia.

## Geschichte
Die heutige Siedlung ruht auf der antiken römischen Gemeinde Iulium Carnicum. Ein römischer Weihestein mit dem Namen der keltischen Stämme der Saevaten und Laiancer wurde hier aufgefunden. In der Zeit von 381 bis ins 8. Jahrhundert existierte hier ein Bistum (Iulium Carnicum).

## Sehenswürdigkeiten
Das 1995 eingeweihte Städtische Archäologische Museum „Iulium Carnicum“ befindet sich im Zentrum des Ortes nahe dem archäologischen Bereich des römischen Forums. Dort sind die Funde gesammelt, die seit dem 19. Jahrhundert bei Ausgrabungen der römischen Stadt gefunden wurden und zuvor in einem kleinen Antiquarium aufbewahrt waren. Daneben sind in dem Museum auch Objekte aus der gesamten Region Karnien.
In der Gemeinde Zuglio, etwa drei Kilometer von der Stadt entfernt, befindet sich die Pfarrkirche San Pietro in Carnia, eine der ältesten in Friaul und im frühen Mittelalter als Bischofssitz genutzt.